# Rhinolophus hipposideros
Rhinolophus hipposideros es la especie más pequeña del género Rhinolophus de la región Paleártica; se le confunde fácilmente con Rhinolophus mehelyi y Rhinolophus euryale.

## Descripción
Tiene orejas grandes, con una coloración dorsal parda más o menos oscura y la parte ventral algo más clara. Las orejas y membranas alares siempre son más oscuras que el pelo del dorso. En estado de reposo se envuelve totalmente con la membrana alar. De talla cuerpo de 3,7 a 4,5 cm y de envergadura 19,2 a 29,5 cm, con un peso de 4 a 7 g y vuela a una altura media, de 4 a 5 m.

## Distribución
Es una especie paleártica, que se extiende longitudinalmente desde Irlanda, por el oeste, hasta Cachemira por el este. Tiene una amplia distribución latitudinal, que abarca desde las zonas montañosas de Etiopía y Sudán, hasta el sur de Alemania y Polonia.

### España

#### Andalucía
En Andalucía, es una especie frecuente, ya que ha sido encontrada en 96 de los refugios ocupados por murciélagos (39,34 %). En la temporada 2010 a 2011 fue censada el 70 % de la población reproductora andaluza con un mínimo de 1374 individuos. Se desconoce el tamaño global poblacional de España, sin embargo, en 2005 para Andalucía el tamaño poblacional se estimó entre 5000 y 10 000 individuos. La tendencia poblacional para el 70 % de la población reproductora es de un descenso muy acusado, del orden del 10,32 % anual. Siendo más moderada para el resto de su área de distribución. En la actualidad, el 24 % de la población andaluza se reúnen en dos refugios que son edificios habitados.

## Ecología
Es de marcado carácter cavernícola, prefiere áreas de cubierta vegetal arbustiva y arbórea, con presencia de aguas superficiales. Es capaz de ocupar altitudes muy amplias, con límite superior de 2000 m s. n. m. .
La reproducción se produce en colonias mayoritariamente de hembras, tienen una sola cría anual y las hembras son fértiles desde los dos años.
Se alimentan principalmente de dípteros y nematóceros, aunque en ocasiones capturan presas sobre el suelo.

## Amenazas
Como para todas las especies de quirópteros, las amenazas más comunes son la destrucción del hábitat y el uso indiscriminado de pesticidas agrícolas y forestales.